# Rhipsalis sulcata
Rhipsalis sulcata ist eine Pflanzenart in der Gattung Rhipsalis aus der Familie der Kakteengewächse (Cactaceae). Das Artepitheton sulcata stammt aus dem Lateinischen und bedeutet ‚gefurcht‘.

## Beschreibung
Rhipsalis sulcata wächst epiphytisch mit mehreren, verlängerten, ausgebreiteten Trieben von begrenztem Wachstum, ist etwas aufrecht, manchmal hängend und verzweigt nur akroton. Die hellgrünen Triebe verholzen manchmal, sind 20 bis 30 Zentimeter lang und weisen Durchmesser von 3 bis 6 Millimeter auf. Um die weit auseinanderstehenden Areolen sind die Triebe rötlich gefärbt. Es sind fünf niedrige Rippen vorhanden.
Die weißen bis hellrosafarbenen, radförmigen Blüten erscheinen seitlich und sind bis 1,2 Zentimeter lang. Die Früchte sind weiß.

## Verbreitung, Systematik und Gefährdung
Rhipsalis sulcata ist im Süden des brasilianischen Bundesstaates Espírito Santo verbreitet.
Die Erstbeschreibung wurde 1898 durch Frédéric Albert Constantin Weber veröffentlicht. Ein nomenklatorisches Synonym ist Hylorhipsalis sulcata (F.A.C.Weber) Doweld (2002).
Über den Bedrohungsstatus von Rhipsalis sulcata gibt es in der Roten Liste gefährdeter Arten der IUCN nur unzureichende Daten.

## Nachweise